# Depressizona
Depressizona is een geslacht van weekdieren uit de klasse van de Gastropoda (slakken).

## Soorten
- Depressizona axiosculpta Geiger, 2009
- Depressizona exorum Geiger, 2003